# Friedrich Weyrauch
Friedrich Weyrauch (* 21. März 1897 in Oberstein an der Nahe; † 16. November 1940 in Jena) war ein deutscher Hygieniker und Hochschullehrer.

## Leben
Der Professorensohn beendete seine Schullaufbahn am Gymnasium in Rathenow mit dem Abitur. Er nahm danach als Offizier am Ersten Weltkrieg teil und wurde mehrfach ausgezeichnet. Nach Kriegsende wurde er als Leutnant aus der Armee entlassen. Anschließend absolvierte er von 1919 bis 1923 an der Universität Marburg und der Universität Berlin ein Medizinstudium, das er mit Staatsexamen abschloss. Während der folgenden Assistenzzeit am Institut für Experimentelle Therapie der Universität Marburg wurde er 1924 zum Dr. med. promoviert. Von 1925 bis 1928 war er am Bakteriologischen Institut der Universität Jena tätig und bestand währenddessen das Kreisarztexamen für Thüringen und Preußen. Kurzzeitig als Gewerbehygieniker in Danzig beschäftigt, wirkte er von 1929 bis 1934 am Hygienischen Institut der Universität Halle, wo er zuletzt Gewerbehygiene lehrte.
Nach der Machtergreifung war er Anfang Mai 1933 der NSDAP beigetreten und gehörte auch der SS an. Der mit ihm befreundete Hygieniker und SS-Führer Joachim Mrugowsky übernahm die Patenschaft für Weyrauchs älteste Tochter.
Weyrauch folgte 1934 erneut dem Ruf an die Universität Jena, wo er ab 1935 als außerordentlicher Professor den Lehrstuhl für Hygiene vertrat. 1936 wurde er dort zum ordentlichen Professor ernannt und wurde Direktor des Bakteriologischen Instituts der Universität Jena sowie Leiter der Thüringischen Zentralstelle für Gewerbehygiene. Im Rahmen dieser Funktionen musste er im KZ Buchenwald ab Herbst 1938 hygienische Umgebungsuntersuchungen vornehmen, da sich Angehörige der SS-Wachmannschaft aufgrund der dort herrschenden katastrophalen Hygieneverhältnisse mit Paratyphus infiziert hatten. Weyrauch wurde nach einem „Nervenzusammenbruch“ psychiatrisch behandelt. Er beging am 16. November 1940 in seinem Dienstzimmer durch Erschießen Suizid. Sein Nachfolger, auch in der Kooperation mit Buchenwald, wurde Hans Schlossberger.

## Weblink
- Eintrag zu Friedrich Weyrauch im Catalogus Professorum Halensis